# Jason Bourdouxhe
Jason Bourdouxhe (* 11. dubna 1991, Fléron, Belgie) je belgický fotbalový záložník momentálně hrající v nizozemském klubu FC Eindhoven.

## Reprezentační kariéra
Jason Bourdouxhe působil v mládežnických reprezentacích Belgie U15, U16, U17, U18, U19, U20.